# Leichtathletik-Weltmeisterschaften 2013/Teilnehmer (Jemen)
| Gelbes Symbol für Goldmedaillen mit stilisierten Olympischen Ringen | Graues Symbol für Silbermedaillen mit stilisierten Olympischen Ringen | Braundes Symbol für Bronzemedaillen mit stilisierten Olympischen Ringen |
| ------------------------------------------------------------------- | --------------------------------------------------------------------- | ----------------------------------------------------------------------- |
| —                                                                   | —                                                                     | —                                                                       |

Der Leichtathletik-Verband des Jemen stellte einen Teilnehmer bei den Leichtathletik-Weltmeisterschaften 2013 in der russischen Hauptstadt Moskau.

## Ergebnisse

### Männer

#### Laufdisziplinen
| Athlet                  | Disziplin | Vorlauf        | Vorlauf | Halbfinale         | Halbfinale         | Finale             | Finale             |
| Athlet                  | Disziplin | Zeit           | Platz   | Zeit               | Platz              | Zeit               | Platz              |
| ----------------------- | --------- | -------------- | ------- | ------------------ | ------------------ | ------------------ | ------------------ |
| Nabil Muhammad al-Garbi | 1500 m    | 3:59,95 min SB | 34      | nicht qualifiziert | nicht qualifiziert | nicht qualifiziert | nicht qualifiziert |